# Нападение викингов на Севилью
Нападение викингов на Севилью — событие 844 года, часть нападения викингов на Пиренейский полуостров.

## Предыстория
После восстания Аббасидов, в результате которого был свергнут Омейядский халифат, мусульмане Пиренейского полуострова провозгласили независимый эмират со столицей в Кордове в 756 году. Эмират, управляемый Омейядами, принял толпы спасавшихся от войны на Ближнем Востоке беженцев, и вскоре стал интеллектуальным центром. В этот период аль-Андалус находился в состоянии непростого мира с иберийскими и франкскими христианами на севере, сопровождавшегося постоянными стычками и периодическими походами. В начале IX в. на королевство Астурия, возможно, совершались небольшие набеги викингов.

Кордовский эмират.

## Рейд
Перед нападением на Севилью флот викингов был замечен у берегов Франции и на её реках Сена, Луара и Гаронна. Они разграбили Астурию, находившуюся под властью христианского короля Рамиро I, но понесли тяжелые потери при Ла-Корунье и были разбиты Рамиро у башни Геркулеса. Затем они отправились на юг и разграбили Атлантическое побережье. Они захватили город Лиссабон в августе или сентябре 844 года и занимали его в течение 13 дней, но в конце концов отступили из-за сопротивления местного населения Наместник Лиссабона Вахбалла ибн Хазар сообщил о случившемся эмиру Кордовы Абд ар-Рахману II. Покинув Лиссабон, они отправились дальше на юг и совершили набеги на города Кадис, Медина-Сидония и Альхесирас, а также, возможно, на контролируемый халифатом Аббасидов город Асила на территории современного Марокко.
25 сентября викинги, проплыв вверх по Гвадалквивиру, прибыли недалеко от Севильи (арабское название — Ишбилья). Они основали свою базу на Исла Менор, удобном для обороны острове среди Гвадалквивирских болот. 29 сентября местные мусульманские войска выступили против викингов, но потерпели поражение. Викинги взяли Севилью штурмом 1 или 3 октября после непродолжительной осады и ожесточённых боев. Они разграбили город, и, по свидетельству мусульманских историков подвергли жителей «ужасу тюремного заключения или смерти» и не пощадили «даже вьючных животных». Хотя город Севилья, не окруженный стенами, был взят, его цитадель осталась в руках мусульман. Викинги пытались сжечь недавно построенную в городе великую мечеть, но потерпели неудачу.
Услышав о падении Севильи, Абд ар-Рахман II мобилизовал войска под предводительством своего хаджиба Исы ибн Шухайда, также обратившись к правителей близлежащих городов. Войско собралось в Кордове, а затем двинулись маршем к Аксарафе, холму близ Севильи, где Иса ибн Шухайд устроил свою штаб-квартиру. Отряд, возглавляемый правителем полунезависимого княжества Бану Каси на севере Мусой ибн Мусой аль-Каси присоединился к этой армии, несмотря на соперничество с эмиром, и сыграл важную роль в кампании.
В последующие дни обе стороны неоднократно вступали в столкновения с различными результатами. Наконец, мусульмане одержали крупную победу 11 или 17 ноября при Тальяте: с помощью метаемого катапультами греческого огня согласно мусульманским источникам было убито от 500 до 1 тыс. солдат противника и уничтожено 30 кораблей), в плен попали военачальники викингов и как минимум 400 солдат, которые были повешены на пальмах. Оставшиеся викинги вернулись на свои корабли и поплыли вниз по реке, в то время как жители окрестностей забрасывали их камнями. Вскоре викинги предложили обменять захваченную добычу и пленных на одежду, еду и беспрепятственный проход вниз по реке. После этого они присоединились к остальной части флота на побережье. Ослабленный флот, преследуемый кораблями Абд ар-Рахмана, покинул Пиренейский полуостров после краткого рейда в Алгарве.

## Последствия
Севилья и её пригороды были оставлены в руинах, нападение викингов шокировало Аль-Андалус. Абд ар-Рахман приказал принять меры для предотвращения дальнейших набегов. Он основал в Севилье военно-морской арсенал (dar al-sina’a) и возвел стены вокруг города и других поселений.  Были построены корабли, ковалось оружие, набраны моряки и войска, а также созданы сети связи для получения оперативной информации о будущих нападениях Эти меры помогли при отражении набегов викингов в 859 и 966 годы.
Большинство викингов отплыли обратно во Францию, поражение, возможно отбило у них охоту снова нападать на Пиренейский полуостров. Некоторые учёные утверждают, что вскоре после своего набега в 844 году викинги отправили посольство ко двору Абд ар-Рахмана, который затем отправил поэта Яхью ибн аль-Хакама (по прозвищу Аль-Газаль, «Газель») в качестве посла к викингам. Однако ключевое свидетельство — рассказ Ибн Дийи XIII века, в котором арабский дипломат Аль-Газаль («газель») отправляется к языческому двору во время правления Абд-ар-Рамана II, — как было показано, не имеет прямого отношения к викингам и, вероятно, даже не имеет к отношения к случившимся событиям. По словам арабиста Эвариста Леви-Провансаля, со временем несколько норвежцев, выживших после набега, приняли ислам и поселились в качестве фермеров в районах Кавра, Кармуна и Морон, где они занимались животноводством и производили молочные продукты (предположительно, именно отсюда происходит севильский сыр). Кнутсон и Кейтлин пишут, что Провансаль не привел никаких доказательств обращения в ислам североевропейцев, и, таким образом, это «остается необоснованным».
Историки Хью Кеннеди и Нил Прайс противопоставляли быстрый ответ мусульман вместе с организацией долговременной системы защиты реакции Каролингов и англо-саксонских государств.

## Комментарии
1. ↑  The date was reported as the Hijri month of Dhu al-Hijjah 229 H, coinciding with 20 August to 17 September 844.[8]